# 1. FC Munich 1896
Le 1. FC München 1896 fut un club allemand de football localisé dans la ville de Munich en Bavière.

## Histoire
Le club fut créé le 5 septembre 1896 sous le nom de Terra Pila (du Latin: terra, Terre  et pila balle) par des étudiants qui jouaient au football à un endroit de la ville appelé Theresienwiese. Ce site héberge de nos jours les célèbres festivités de l’Oktoberfest.
En 1899, le club se scinda en deux groupes. Certains membres s’en allèrent car ils étaient plus enthousiastes pour pratiquer l’Escalade. Ils formèrent les Bergaffen (singes de montagne).
Le groupe restant rebaptisa le club en Erste Münchner Fußball-Club vom 1896 (littéralement Premier Football Club munichois de 1896).
En janvier 1900, le 1. Münchner FC 1896 fut un des fondateurs de la Fédération allemande de football (DFB).
Le club continua de jouer jusqu’en 1910, année où pour une raison restée inexpliquée, il arrêta la pratique du football. L’association resta active comme cercle de Bowling jusqu’en 1960.

## Homonyme sans aucun lien
En 1933, une union entre Deutscher SV München et le FC Teutonia München forma le 1. FC München, sans aucun lien avec le précédent, qui joua dans la Gauliga Bavière. L’union fut arrêtée en 1936.